# Наводнение в Южной Корее (2023)
Во время восточно-азиатского сезона дождей 2023 года некоторые регионы Республики Кореи были затоплены в результате проливных дождей и оползней, которые в основном затронули жилые районы в провинциях Чхунчхон-Пукто и Кёнсан-Пукто. По меньшей мере 47 человек погибло и три человека пропали без вести. Самый сильный ливень за 115 лет.

## Влияние

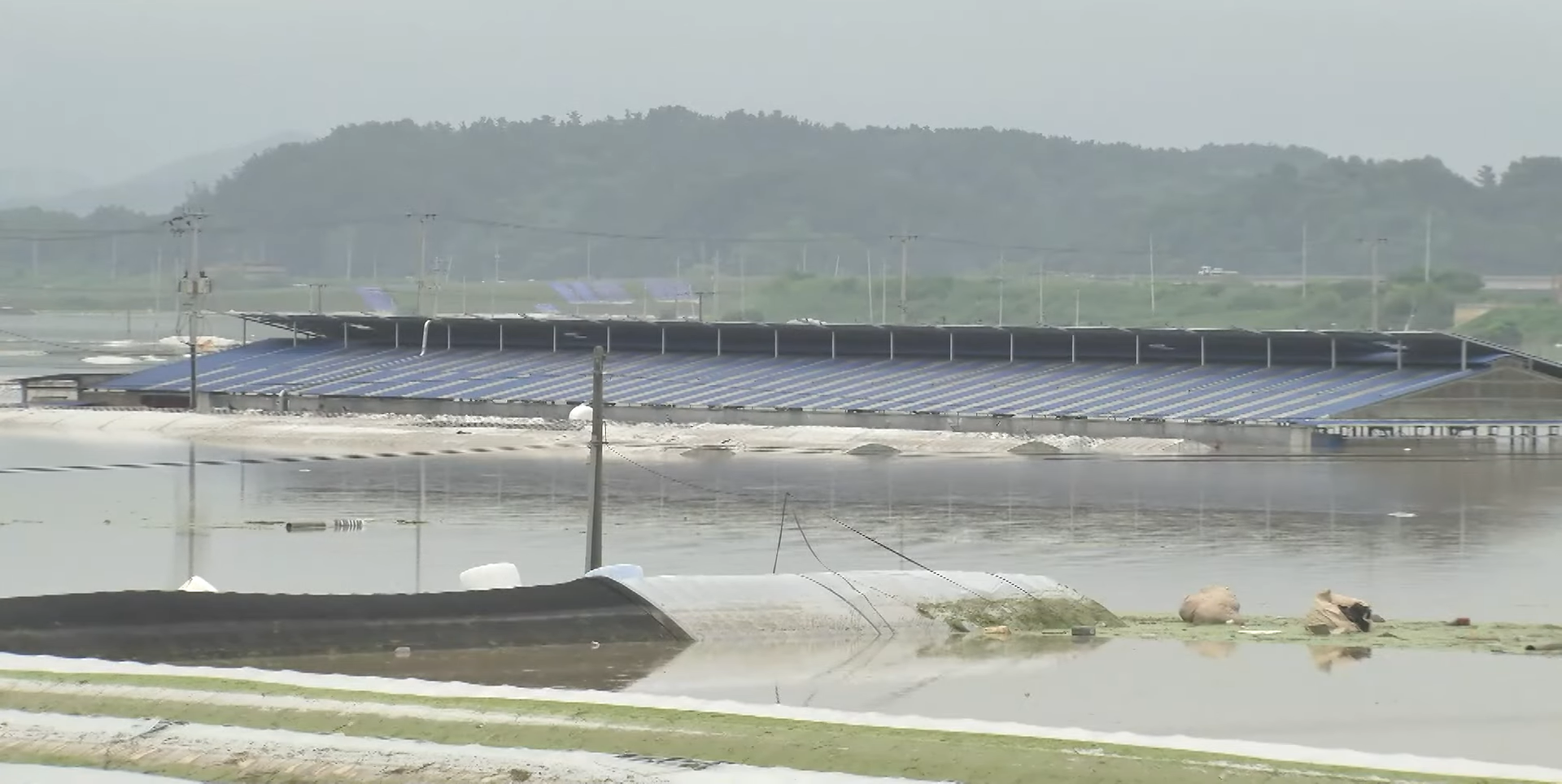
Затопления сельскохозяйственных угодий

Множество человек получили ранения, когда проливные дожди вызвали оползни и прорыв плотины в Чхунчхон-Пукто, что привело к разрушению более 9 200 домов и эвакуации 14 400 человек по всей стране. 17 июля информационное агентство «Рёнхап» сообщило, что 628 общественных учреждений и 317 частных домов были повреждены проливным дождем. По данным министерства внутренних дел и безопасности Республики Корея, было повреждено или затоплено 34 000 гектаров (84 000 акров) сельскохозяйственных угодий и 825 000 голов скота погибло. Также были повреждены несколько объектов культурного наследия Республики Корея, в том числе историческая область королевства Пэкче и горный перевал Мунгёнсэджэ.